# بیشتر از یک منشی
بیشتر از یک منشی (انگلیسی: More Than a Secretary) فیلمی در ژانر رمانتیک کمدی به کارگردانی آلفرد گرین محصول سال ۱۹۳۶ کشور ایالات متحده آمریکا است.

## بازیگران
- جین آرتور در نقش Carol Baldwin
- جرج برنت در نقش Fred Gilbert
- لایونل استندر در نقش Ernest
- روت دانلی در نقش Helen Davis
- رجینالد دنی در نقش Bill Houston
- دوروتا کنت در نقش Maizie West
- چارلز هالتون در نقش Mr. Crosby
- Geraldine Hall در نقش Enid